# Boomerang (Vekoma)
 (juin 2024).
- Si vous ne connaissez pas le sujet, laissez ce bandeau (vous pouvez alors contacter les auteurs).
- Si vous supprimez le contenu mis en cause (vous pouvez préalablement contacter les auteurs),

argumentez précisément cette suppression dans la page de discussion
(un manque de référence n'est pas un argument ; une recherche réelle de référence doit avoir été effectuée, être formellement documentée).
Pour les articles homonymes, voir Boomerang (homonymie).
Boomerang est un modèle de montagnes russes conçu en 1982 par Vekoma et devenu un classique. La première version ouverte au public a été construite au parc de Bellewaerde. Le tout premier modèle a été construit à Rafaela Padilla, Mexique en 1982 mais n'a ouvert que deux ans plus tard, après l'ouverture du Boomerang de Bellewaerde,. 
Techniquement, le Boomerang sont des montagnes russes en métal en position assise et de type montagnes russes navette. Il ne faut pas confondre les montagnes russes avec l'attraction pendulaire homonyme.

## Le concept

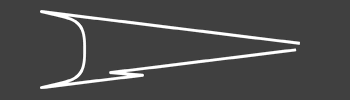
Tracé du Boomerang.

Son tracé propose un parcours aller-retour. Le train est d'abord tracté en marche arrière par un chariot remorqueur rattaché à un câble (lift) tout en haut du premier pan incliné, puis lâché à une hauteur de 35 mètres. Il traverse alors la gare à 80 km/h avant de faire 3 inversions. Il est alors de nouveau tracté par une chaîne motrice montée sur des pistons, avant de refaire le même parcours en marche arrière, et revenir en gare.
Ce concept d'aller-retour permet d'offrir le double de sensations, dans les deux sens de marche, tout en ayant deux fois moins de rails. La version de Vekoma comprend un Looping vertical et un élément appelé justement Boomerang qui est une double inversion latérale. Le parc japonais de LaQua proposait une attraction similaire de Arrow Dynamics entre 1980 et 1984 mais avec un simple Looping vertical.
Ces arguments ont convaincu de nombreux parcs d'attractions autour de la planète, dont, en France, Walibi Sud-Ouest (1992) et Walibi Rhône-Alpes (1988), en Belgique, Bellewaerde (1984) et Walibi Belgium (2001), aux Pays-Bas, Walibi Holland (2000), et au Canada, La Ronde (1984) ainsi que Canada's Wonderland (1987).

## Les attractions de ce type
Il existe dans le monde près de 50 montagnes russes du type boomerang en activité.
La plupart des parcs acquéreurs de ce modèle de série ont gardé la dénomination Boomerang.

### Sous le nom de Boomerang
| Parc                              | Pays         | Ouverture     | Remarques                                                               |
| --------------------------------- | ------------ | ------------- | ----------------------------------------------------------------------- |
| Bellewaerde                       | Belgique     | 1984          | Article détaillé : Boomerang (Bellewaerde) .                            |
| Elitch Gardens                    | États-Unis   | 30 avril 1999 |                                                                         |
| Fantasilandia                     | Chili        | 1996          |                                                                         |
| Freizeit-Land Geiselwind          | Allemagne    | 2000          |                                                                         |
| Geroland                          | Égypte       | 1997          |                                                                         |
| Hafan y Môr Holiday Park          | Royaume-Uni  | 1987          | Ouvert jusqu'en 1998, il part ensuite à Dixie Landin' Family Theme Park |
| Jerudong Park                     | Brunei       | 1996          | Ouvert jusqu'en 2006, il part ensuite à Siam Park City                  |
| Knott's Berry Farm                | États-Unis   | 4 juin 1990   | Article détaillé : Boomerang (Knott's Berry Farm) .                     |
| La Ronde                          | Canada       | 1984          | Article détaillé : Boomerang (parcs Six Flags) .                        |
| Star Lake Amusement Park          | Chine        | 1985          | Ouvert jusqu'en 1989, il part ensuite à Six Flags Kentucky Kingdom      |
| Parc Montjuic                     | Espagne      | 1990          | Ouvert jusqu'en 1998, il part ensuite à Six Flags New Orleans           |
| Parque de la Costa                | Argentine    | 1998          |                                                                         |
| Playcenter São Paulo              | Brésil       | 1997          | Ouvert jusqu'en 2012, il part ensuite à Parque Diversiones              |
| Pleasure Island Family Theme Park | Royaume-Uni  | 27 mai 1993   | Ouvert jusqu'en 2016, il part ensuite à Jakarta, en Indonésie           |
| Qingdao International Beer City   | Chine        | juillet 1998  | Ouvert jusqu'en 2010, il part ensuite à Floraland Continent Park        |
| Rafaela Padilla                   | Mexique      | 1984          | Ouvert jusqu'en 1986, il part ensuite à Six Flags México                |
| Siam Park City                    | Thaïlande    | 2007          |                                                                         |
| Six Flags Fiesta Texas            | États-Unis   | 13 mars 1999  |                                                                         |
| Six Flags México                  | Mexique      | 1988          |                                                                         |
| Six Flags St. Louis               | États-Unis   | 2013          |                                                                         |
| Karolineland                      | Danemark     | 1985          |                                                                         |
| Walibi Sud-Ouest                  | France       | 1992          | Article détaillé : Boomerang (parcs Walibi) .                           |
| Prater de Vienne                  | Autriche     | 1992          | Juillet 2007 : nouveau train avec Lap bar (SAT rides)                   |
| Wild Adventures                   | États-Unis   | 1998          |                                                                         |
| E-World                           | Corée du Sud | mars 1995     |                                                                         |
| Worlds of Fun                     | États-Unis   | 8 avril 2000  |                                                                         |
| Zygo Park                         | France       | 1987          | Ouvert jusqu'en 1991, il part ensuite à Walibi Sud-Ouest.               |

### Autres noms
| Nom                                              | Parc                            | Pays            | Ouverture         | Remarques                                                        |
| ------------------------------------------------ | ------------------------------- | --------------- | ----------------- | ---------------------------------------------------------------- |
| Anaconda                                         | Luna Park                       | Israël          | 2000              |                                                                  |
| Bat                                              | Canada's Wonderland             | Canada          | 1987              |                                                                  |
| Boomerang Challenge Coaster                      | Trans Studio Bali               | 🇮🇩 Indonésie    | 12 décembre 2019  |                                                                  |
| Boomerang Coast to Coaster                       | Darien Lake                     | États-Unis      | 16 mai 1998       | Article détaillé : Boomerang (parcs Six Flags) .                 |
| Boomerang Coast to Coaster                       | Six Flags Discovery Kingdom     | États-Unis      | 27 mars 1998      | Article détaillé : Boomerang (parcs Six Flags) .                 |
| Boomerang Hyper Coaster                          | Trans Studio Action Zone        | Viêt Nam        | 12 juillet 2019   |                                                                  |
| Búmeran                                          | Parque Diversiones              | Costa Rica      | 25 novembre 2012  |                                                                  |
| Bumerang                                         | Tashkentland                    | Ouzbékistan     | 1995              |                                                                  |
| Carolina Cobra                                   | Carowinds                       | États-Unis      | 28 mars 2009      |                                                                  |
| Cobra                                            | PowerPark                       | Finlande        | 2005              |                                                                  |
| Cobra                                            | Walibi Belgium                  | Belgique        | 28 avril 2001     | Article détaillé : Boomerang (parcs Walibi) .                    |
| Cobra                                            | West Midlands Safari Park       | Royaume-Uni     | 1985              | Ouvert jusqu'en 1991, il part ensuite à Enchanted Kingdom        |
| Coca-Cola Roller                                 | Glasgow Gardens Festival        | Royaume-Uni     | 1988              | Ouvert en 1988, il part ensuite à American Adventure Theme Park  |
| Colossus                                         | Habtoorland                     | Liban           | 23 décembre 2004  | Ouvert jusqu'en 2011, il part ensuite à Wonderla Kochi           |
| Demon                                            | Wonderland Sydney               | Australie       | 1992              | Ouvert jusqu'en 2004, il part ensuite à Alabama Splash Adventure |
| Flashback                                        | Great Escape                    | États-Unis      | 23 mai 1997       | Article détaillé : Boomerang (parcs Six Flags) .                 |
| Flashback                                        | Six Flags New England           | États-Unis      | 5 mai 2000        | Article détaillé : Boomerang (parcs Six Flags) .                 |
| Flashback                                        | Six Flags Over Texas            | États-Unis      | 1989              | Article détaillé : Boomerang (parcs Six Flags) .                 |
| Generator anciennement Boomerang, puis EqWalizer | Walibi Rhône-Alpes              | France          | 1988              | Article détaillé : Boomerang (parcs Walibi) .                    |
| Head Spin                                        | Geauga Lake                     | États-Unis      | 1996              | Ouvert jusqu'en 2007, il part ensuite à Carowinds                |
| Krachen                                          | Al-Shallal Theme Park           | Arabie saoudite | 2004              |                                                                  |
| Missile                                          | American Adventure Theme Park   | Royaume-Uni     | 1989              | Ouvert jusqu'en 2005, il part ensuite à Pleasurewood Hills       |
| Ragin' Cajun                                     | Dixie Landin' Family Theme Park | États-Unis      | 11 juillet 2001   |                                                                  |
| Recoil                                           | Wonderla Bangalore              | Inde            | 4 avril 2016      |                                                                  |
| Recoil                                           | Wonderla Hyderabad              | Inde            | 7 avril 2016      |                                                                  |
| Recoil                                           | Wonderla Kochi                  | Inde            | 30 août 2017      |                                                                  |
| Sea Serpent                                      | Morey's Piers                   | États-Unis      | 1984              |                                                                  |
| Sidewinder                                       | Hersheypark                     | États-Unis      | 11 mai 1991       |                                                                  |
| Space Shuttle                                    | Enchanted Kingdom               | Philippines     | 28 juillet 1995   |                                                                  |
| Speed of Sound anciennement La Via Volta         | Walibi Holland                  | Pays-Bas        | 22 avril 2000     | Article détaillé : Boomerang (parcs Walibi) .                    |
| Stress Express                                   | Fantawild Adventure Zhongmu     | Chine           | 22 septembre 2012 |                                                                  |
| Stress Express                                   | Fantawild Dreamland Tong'an     | Chine           | 28 avril 2013     |                                                                  |
| Stress Express                                   | Oriental Heritage Zhongmu       | Chine           | 29 avril 2015     |                                                                  |
| Stress Express                                   | Oriental Heritage Jiujiang      | Chine           | 16 août 2015      |                                                                  |
| Stress Express                                   | Oriental Heritage Ningbo        | Chine           | 16 avril 2016     |                                                                  |
| Stress Express                                   | Fantawild Dreamland Shifeng     | Chine           | 18 août 2016      |                                                                  |
| Stress Express                                   | Fantawild Asian Legends         | Chine           | 8 août 2018       |                                                                  |
| Stress Express                                   | Silk Road Dreamland             | Chine           | 18 juillet 2019   |                                                                  |
| Thunderbolt                                      | Aladdin's Kingdom               | Qatar           | 1994              | Ouvert jusqu'en 2004, il part ensuite à Wonderla Hyderabad       |
| Tidal Wave                                       | Trimper's Rides                 | États-Unis      | 1986              |                                                                  |
| Titan                                            | World Expo Park                 | Australie       | 30 avril 1988     | Ouvert en 1988, il part ensuite à Wonderland Sydney              |
| Vampire                                          | Kentucky Kingdom                | États-Unis      | 1990              | Ouvert jusqu'en 1999, il part ensuite à Six Flags New England    |
| Whirly Roller Coaster                            | Floraland Continent Park        | Chine           | 1er octobre 2015  |                                                                  |
| Wipeout                                          | Pleasurewood Hills              | Royaume-Uni     | 10 juillet 2007   |                                                                  |
| Zoomerang                                        | Alabama Splash Adventure        | États-Unis      | 8 mai 2005        | Ouvert jusqu'en 2012, il part ensuite à Wonderla Bangalore       |
| Zoomerang                                        | Lake Compounce                  | États-Unis      | 27 juin 1997      |                                                                  |
| Zydeco Scream                                    | Six Flags New Orleans           | États-Unis      | 10 juin 2000      |                                                                  |

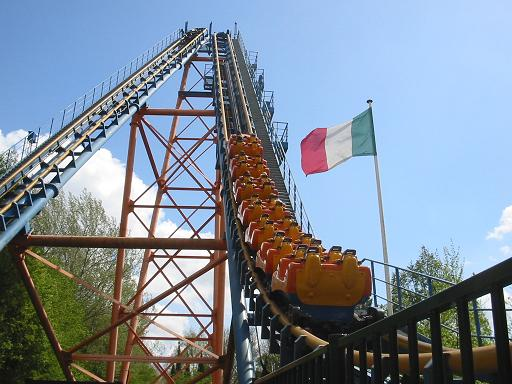
Speed of Sound à Walibi Holland
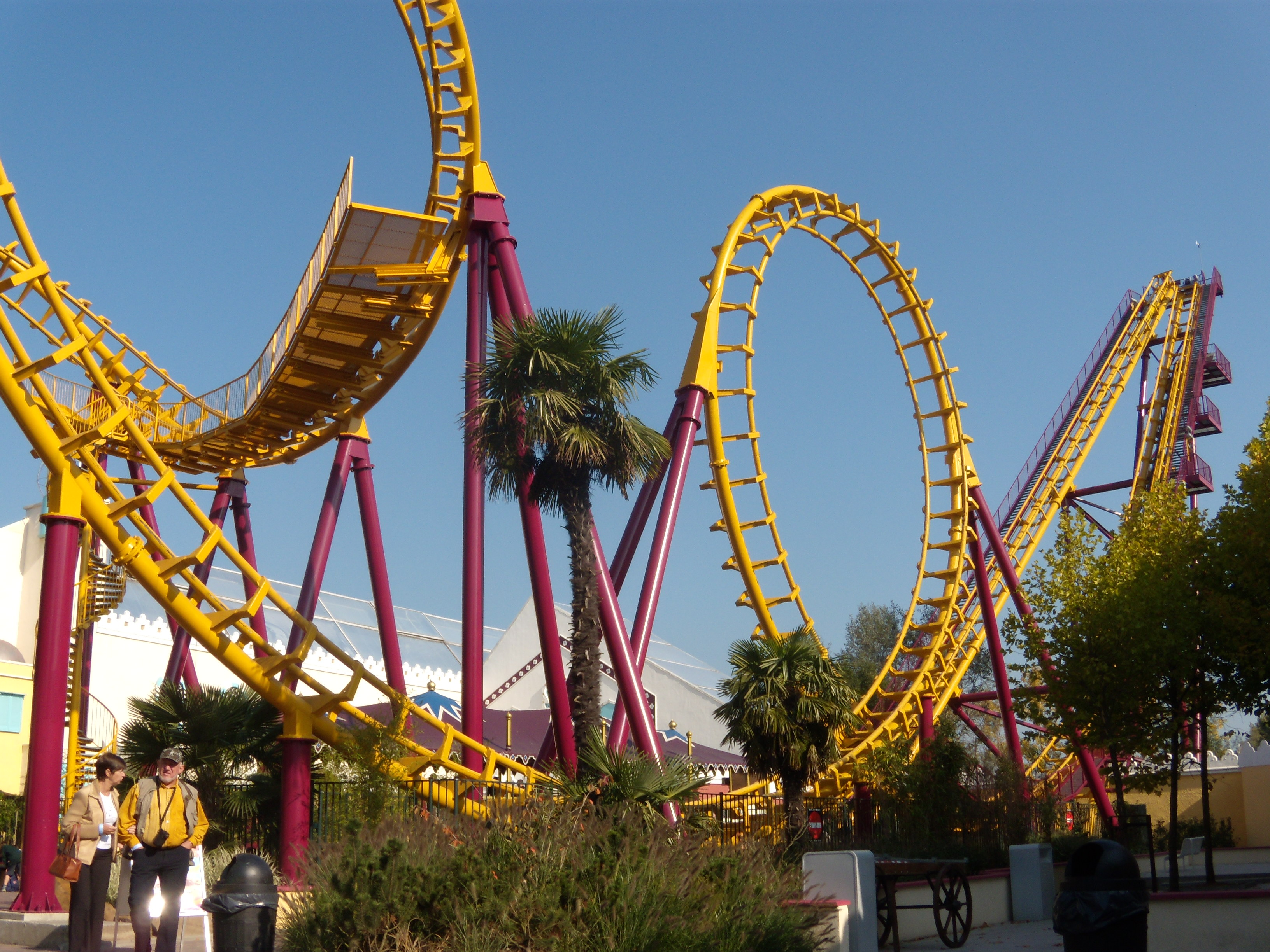
Cobra à Walibi Belgium

## Variantes
Vekoma a développé à partir du Boomerang, trois autres modèles :
- l'Invertigo en 1996, qui est un simple Boomerang standard mais en version montagnes russes inversées, c'est-à-dire où les passagers ont le rail au-dessus de la tête et les pieds dans le vide.

- le Giant Inverted Boomerang en 2001, qui est un Invertigo plus ample et plus grand (60 m de haut). Il offre une inclinaison plus forte et une plus grande vitesse de course (105 km/h). Le premier exemplaire a été construit à Six Flags Magic Mountain, il s'appelle Déjà Vu[5].
- Le Family Boomerang — précédemment nommé Junior Boomerang — en 2011, le principe est similaire au Boomerang classique, mais sans inversion. Avec une longueur de 180 m et une hauteur de 20 mètres, il possède un seul lift. Drayton Manor et le parc touristique des Combes sont les premiers à se doter de ce modèle[6],[7].